# Distretto di Ntokou
Ntokou è un distretto della Repubblica del Congo, che fa parte del dipartimento di Cuvette. È composto dal centro abitato omonimo e dall'area rurale circostante.